# Wehrhorn
Das Wehrhorn ist eine Halbinsel und eine Ortslage im Berliner Ortsteil Wannsee. Es grenzt den Kleinen Wannsee ab vom Pohlesee.
Die Halbinsel ist nahezu vollständig bebaut und bildet als Siedlungsgebiet den südlichsten Zipfel der Alsen-Siedlung. In dieser Ortslage hatte Cornelie Richter ihren Landsitz.
Auf der Westseite des Wehrhorns mit der Uferlinie des Pohlesees befindet sich heute das wannseeFORUM, eine Bildungsstätte des Vereins Wannseeheim für Jugendarbeit e.V., der in der unmittelbaren Nachkriegszeit durch amerikanische Behörden als Reeducation Center zur Umerziehung der durch Nationalismus und Militarismus geprägten deutschen Jugend gegründet wurde.